# Poecilotheria hanumavilasumica
Poecilotheria hanumavilasumica är en spindelart som beskrevs av Smith 2004. Poecilotheria hanumavilasumica ingår i släktet Poecilotheria och familjen fågelspindlar. IUCN kategoriserar arten globalt som akut hotad. Inga underarter finns listade i Catalogue of Life.